# Azumara
Azumara, pleme amneričkih Indijanaca karipskog jezičnog roda koji su živjeli u bazenu rijeke Rio Branco u Brazilu.